# Томас Хенри Хаксли
Томас Хенри Хаксли (енгл. Thomas Henry Huxley; Лондон, 4. мај 1825 — Истборн, 29. јун 1895) био је енглески биолог (компаративни анатомист), познат под надимку „Дарвинов булдог“ због свог заступања теорије еволуције Чарлса Дарвина.
Хакслијева чувена дебата из 1860. са Самјуелом Вилберфорсом је била кључни тренутак за шире прихватање еволуције и његову каријеру. Хаксли је претходног дана планирао да оде из Оксфорда, али се предомислио након сусрета са Робертом Чемберсом, писцем Vestiges, и одлучио да учествује у дебати. Вилберфорса је саветовао Ричард Овен, против кога је Хаксли такође водио дебату око тога да ли су људи блиски сродници мајмуна.
Хаксли је полако прихватао неке Дарвинове идеје, као што је градуализам, и није имао став о природној селекцији, али је упркос томе пуним срцем подржавао Дарвина. Као један од заслужних за развој научног образовања у Британији, Хаксли се борио против екстремних верзија религијске трацидије.
Хаксли је 1869. сковао израз „агностик“ да опише своја гледишта на теологију, а тај израз је наставио да се користио до данас.
Хаксли је имао мало званичног образовања и буквално је био самоук. Постао је можда најбољи компаративни анатомиста друге половине 19. века. Проучавао је бескичмењаке, разјаснивши односе између група које су раније биле слабо схваћене. Касније је проучавао кичмењаке, нарочито везу између мајмуна и људи. Након што је упоредио фосил Archaeopteryx-а са Compsognathus-ом, закључио је да су птице еволуирале од малих диносауруса-месоједа и та теорија је и данас широко прихваћена.
Постоји тежња да се његов рад у анатомији засени његовим енергичним и контроверзним активностима у корист еволуције и његовим јавним радом у научном образовању. Обе ствари су имали значајни утицај на друштво у Британији и у свету.
Томас Хаксли је био први у целом породичном низу виђених енглеских научника и културних радника. Његови унуци су писац Олдус Хаксли, сер Џулијан Хаксли (биолог-еволуциониста, први генерални директор Унеска) и сер Ендру Хаксли (физиолог и добитник Нобелове награде).